# 圓胸副獅子魚
圓胸副獅子鱼，为輻鰭魚綱鮋形目杜父魚亞目狮子鱼科的其中一種。

## 分布
本魚分布於北太平洋區，包括北海道、鄂霍次克海、白令海等海域。

## 特徵
本魚身體在後部地成錐形，頭部矮胖的與寬的。鼻孔用凸起的邊緣在一個水平上和瞳孔，吻高且寬，齒單一而尖；水平的嘴，腹部灰白色，背鰭軟條55至59枚；臀鰭軟條49至52枚；脊椎骨61至66個，體長可達21.8公分。

## 生態
本魚屬深海底棲性魚類，棲息在水深681至1636公尺的海域，生活習性不明。